# Протокол Мапуту
Протокол к Африканской хартии прав человека и народов о правах женщин в Африке, более известный как Протокол Мапуту, является международным документом по правам человека, учреждённым Африканским союзом и вступившим в силу в 2005 году. Он гарантирует всеобъемлющие права женщин, включая право на участие в политическом процессе, социальное и политическое равенство с мужчинами, большую автономию в принятии решений о репродуктивном здоровье и прекращение калечащих операций на женских половых органах. Был принят Африканским союзом в Мапуту, Мозамбик, в 2003 г. в виде протокола к Африканской хартии прав человека и народов (принята в 1981 г., вступила в силу в 1986 г.).

## История

### Истоки
Вслед за признанием того, что права женщин в контексте прав человека часто маргинализируются, совещание, организованное организацией «Женщины в законе и развитии в Африке» (Women in Law and Development in Africa, WiLDAF) в марте 1995 года в Ломе, Того, призвало к разработке специального протокола к Африканской хартии прав человека и народов для защиты прав женщин. Ассамблея Организации африканского единства поручила Африканской комиссии по правам человека и народов (АКПЧН) разработать такой протокол на своей 31-й очередной сессии в июне 1995 года в Аддис-Абебе.
Первый проект, подготовленный группой экспертов, состоящей из членов АКПЧН, представителей африканских НПО и международных наблюдателей, организованной АКПЧН в сотрудничестве с Международной комиссией юристов, был представлен АКПЧН на 22-й сессии в октябре 1997 г. и опубликован для получения комментариев от других неправительственных организаций. Пересмотр в сотрудничестве с вовлечёнными НПО происходил на различных сессиях с октября по январь, а в апреле 1998 года 23-я сессия АКПЧН одобрила назначение Жюльенн Ондзиэль Гнеленга, конголезской юристки, первой Специальной докладчицей по правам женщин в Африки, поручив ей работать над принятием проекта протокола о правах женщин. Секретариат Организации африканского единства получил завершённый проект в 1999 г., в 2000 г. в Аддис-Абебе этот проект был объединён с проектом конвенции о традиционных обычаях на совместной сессии Межафриканского комитета и АКПЧН. После дальнейшей работы на совещаниях и конференциях экспертов в 2001 году процесс застопорился, и на первом саммите Африканского союза в 2002 году протокол представлен не был.
В начале 2003 года организация «Равенство сейчас» провела конференцию женских групп, чтобы организовать кампанию по лоббированию Африканского союза с целью принятия протокола, и его текст был приведён в соответствие с международными стандартами. Лоббирование было успешным, Африканский союз возобновил процесс, и готовый документ был официально принят на саммите секции Африканского союза 11 июля 2003 года.

### Оговорки
На саммите в Мапуту несколько стран выразили оговорки. Тунис, Судан, Кения, Намибия и Южная Африка зафиксировали оговорки в отношении некоторых положений о браке. Египет, Ливия, Судан, Южная Африка и Замбия высказали оговорки в отношении «судебного разделения, развода и аннулирования брака». Бурунди, Сенегал, Судан, Руанда и Ливия высказали оговорки в отношении статьи 14, касающейся «права на здоровье и контроль над репродуктивной функцией». Ливия выразила оговорки по поводу пункта, касающегося конфликтов.

### Процесс ратификации
Протокол был принят Африканским союзом 11 июля 2003 года на его втором саммите в Мапуту, Мозамбик. 25 ноября 2005 г. после ратификации необходимыми 15 странами-членами Африканского союза протокол вступил в силу.
По состоянию на июль 2019 года из 55 стран-членов Африканского союза 49 подписали протокол, 42 ратифицировали. Государствами АС, которые ещё не подписали и не ратифицировали Протокол, являются Ботсвана, Египет и Марокко. Государства, которые подписали, но ещё не ратифицировали — это Бурунди, Центральноафриканская Республика, Чад, Эритрея, Мадагаскар, Нигер, Сахарская Арабская Демократическая Республика, Сомали, Южный Судан и Судан.

## Статьи
Основные статьи:
- Статья 2: Ликвидация дискриминации в отношении женщин
- Статья 3: Право на достоинство
- Статья 4: Право на жизнь, неприкосновенность и безопасность личности
- Статья 5: Устранение вредоносных практик
  - Относится к калечащим операциям на женских половых органах и другим традиционным обычаям, наносящим вред женщинам.
- Статья 6: Брак
- Статья 7: Раздельное проживание, развод и расторжение брака
- Статья 8: Доступ к правосудию и равная защита перед законом
- Статья 9: Право на участие в политическом процессе и процессе принятия решений
- Статья 10: Право на мир
- Статья 11: Защита женщин в вооружённых конфликтах
- Статья 12: Право на образование и обучение
- Статья 13: Права на экономическое и социальное обеспечение
- Статья 14: Здоровье и репродуктивные права
- Статья 15: Право на продовольственную безопасность
- Статья 16: Право на достаточное жилище
- Статья 17: Право на позитивный культурный контекст
- Статья 18: Право на здоровую и устойчивую окружающую среду
- Статья 19: Право на устойчивое развитие
- Статья 20: Права вдов
- Статья 21: Право на наследство
- Статья 22: Особая защита пожилых женщин
- Статья 23. Особая защита женщин-инвалидов
- Статья 24: Особая защита женщин, находящихся в бедственном положении
- Статья 25: Средства правовой защиты

## Оппозиция
Противодействие Протоколу вызывают два фактора: статья о репродуктивном здоровье, против которой в основном выступают католики и другие христиане, и статьи о калечащих операциях на женских половых органах, полигамном браке и других традиционных практиках, против которых в основном выступают мусульмане.

### Христианская оппозиция
Папа Бенедикт XVI охарактеризовал репродуктивные права, предоставленные женщинам в Протоколе в 2007 году, как «попытку тайно упростить аборт». Римско-католические епископы Африки выступают против Протокола Мапуту, потому что он определяет аборт как право человека. Базирующаяся в США организация по борьбе с абортами Human Life International описывает это как «троянского коня радикальной программы».
В Уганде влиятельный Объединённый христианский совет выступил против усилий по ратификации договора на том основании, что статья 14, гарантирующая аборт «в случаях сексуального насилия, изнасилования, инцеста и когда продолжение беременности угрожает психическому и физическому здоровью матери или жизнь матери или плода» несовместима с традиционной христианской моралью. В открытом письме правительству и народу Уганды в январе 2006 года Конференция католических епископов Уганды изложила своё несогласие с ратификацией протокола. Тем не менее, он был ратифицирован 22 июля 2010 г. .

### Мусульманская оппозиция
В Нигере в июне 2006 года парламент проголосовал 42 голосами против 31 при 4 воздержавшихся против ратификации; в этой стране с мусульманским большинством распространены несколько традиций, запрещённых или осуждаемых Протоколом. Группы нигерийских женщин-мусульманок в 2009 году собрались в Ниамее, чтобы выразить протест «сатанинским протоколам Мапуту», назвав ограничение брачного возраста девочек и абортов нежелательными.
Однако в Джибути Протокол был ратифицирован в феврале 2005 года после субрегиональной конференции по калечащим операциям на женских половых органах, созванной правительством Джибути и организацией «Нет мира без справедливости», на которой была принята Джибутийская декларация о калечащих операциях на женских половых органах. В документе говорится, что Коран не поддерживает калечащие операции на женских половых органах, и, напротив, практика калечащих операций на половых органах женщин противоречит заповедям ислама.